# Coccus rhodesiensis
Coccus rhodesiensis är en insektsart som först beskrevs av Hall 1935.  Coccus rhodesiensis ingår i släktet Coccus och familjen skålsköldlöss. Inga underarter finns listade i Catalogue of Life.